# Siegbert Tarrasch
Siegbert Tarrasch (Breslau, Imperi Alemany, 5 de març de 1862 - Múnic, Alemanya, 17 de febrer de 1934) fou un jugador d'escacs jueu alemany, un dels millors escaquistes del món al pas del segle xix al segle xx. Era metge de professió, i l'estimava fins a tal punt que en una ocasió va refusar jugar pel títol mundial per exigències del seu exercici mèdic.
Tarrasch va néixer a Breslau, a la Silèsia Prussiana, i quan acabà l'escola el 1880, va deixar la ciutat per estudiar medicina a la Universitat de Halle. Més tard es va establir a Nuremberg, Baviera, on hi va viure durant molts anys amb la seva família, i posteriorment a Múnic. Tarrasch era jueu, però es convertí al cristianisme el 1909, i era un patriota alemany, que va perdre un dels seus cinc fills a la I Guerra Mundial. Posteriorment, va haver de patir l'antisemitisme en les primeres etapes del nazisme.
|  |

## Resultats destacats en competició
Metge de professió, Tarrasch fou probablement el millor jugador, o un dels millors, a començaments dels 1890. Avantatjava clarament un ja envellit Wilhelm Steinitz en els seus enfrontaments directes, per (+3 -0 =1), però va haver de refusar de competir pel títol mundial el 1892 a causa de la seva ocupació com a metge, que no podia deixar. Poc després, va jugar i entaular un matx contra Mikhaïl Txigorin (el reptador de Steinitz) el 1893 (+9 -9 =4), tot i que va liderar el marcador durant la major part de l'encontre. En aquells anys, va guanyar quatre torneigs importants successivament: Breslau 1889, Manchester 1890, Dresden 1892, i Leipzig 1894.
Quan Emanuel Lasker va esdevenir campió del món el 1894, Tarrasch no s'hi va poder enfrontar. Fred Reinfeld va escriure respecte a això: "Tarrasch estava destinat a tenir un paper secundari per a la resta de la seva vida." Per exemple, Lasker va puntuar molt millor contra els oponents més habituals, per exemple contra Txigorin, Tarrasch tenia +2 en 34 partides, mentre Lasker tenia +7 en 21; contra Akiba Rubinstein Tarrasch tenia -8 sense ni una sola victòria, mentre que Lasker tenia +2-1=2; contra David Janowski Tarrasch tenia +3 mentre que Lasker tenia un immens +22; contra Géza Maróczy, Tarrasch tenia +1 en 16 partides, mentre que Lasker tenia +4-0=1, contra Richard Teichmann Tarrasch puntuà +8-5=2, mentre que Lasker el va guanyar en les seves quatre partides de torneig. De tota manera, Tarrasch tenia un lleuger avantatge en el seu rècord contra Harry Nelson Pillsbury, amb +6-5=2, mentre que Lasker hi tenia un marcador empatat +5-5=4.
Entre 1892 i 1898, Tarrasch va guanyar cinc torneigs importants en sis anys, el Torneig de Viena 1898 (Kaiser-Jubiläumsturnier), Breslau el 1889, Manchester el 1890, Dresden el 1892 i Leipzig el 1894.
Tarrasch era encara un fort jugador després del canvi de segle, i va guanyar clarament Frank James Marshall en un matx el 1905 (+8 -1 =8), i posteriorment vencé a Oostende el 1907 per damunt de Schlechter, Janowski, Marshall, Burn i Txigorin.
Quan Emanuel Lasker acceptà defensar el seu títol contra ell el 1908 el vencé clarament per (+8 -3 =5). Ambdós mestres no es tenien massa estimació. La història explica que quan es van presentar al començament de la primera partida del matx pel campionat mundial de 1908, Tarrasch va donar un cop de taló, es va inclinar amb rigidesa, i va dir: "Per vostè, Dr. Lasker, només tinc tres paraules, escac i mat" — i dit això, va abandonar la sala.
Tarrasch continuà però essent un dels millors jugadors mundials durant cert temps. El 1911 fou cinquè al fortíssim Torneig de Sant Sebastià (el campió fou Capablanca). El 1912 fou quart al torneig de Sant Sebastià (el campió fou Rubinstein). Va acabar quart en el fortíssim torneig de Sant Petersburg del 1914, només darrera del Campió del món Lasker, i dels futurs campions mundials José Raúl Capablanca i Aleksandr Alekhin, i per davant de Marshall, Ossip Bernstein, Rubinstein, Nimzowitsch, Blackburne, Janowski, i Gunsberg. La seva victòria contra Capablanca a la 19a ronda, tot i que menys famosa que la victòria de Lasker contra Capablanca la ronda anterior, fou essencial per permetre que Lasker assolís remuntar sobre Capablanca i acabés guanyant el torneig. Aquest torneig, mercès al qual esdevingué un dels primers cinc Grans Mestres del món, fou probablement el cant del cigne de Tarrasch, perquè la seva carrera escaquística ja no fou reeixida posteriorment, tot i que encara va aconseguir fer algunes bones partides a partir de llavors.
El 1923 encara fou 11è al fort Torneig de Carlsbad (el campió fou Aleksandr Alekhin).

## Contribucions a la teoria dels escacs
La seua teoria sobre els escacs donava èmfasi al que ja havia fet Wilhelm Steinitz, és a dir, control del centre, parella d'alfils i avantatge espacial, especialment detestava les posicions tancades tan admirades per Àaron Nímzovitch pel que es va fer un escaquista contrari a l'escola hipermoderna defensada per Richard Réti, Àaron Nímzovitch i Savielly Tartakower que consideraven que les idees de Tarrasch eren molt dogmàtiques.
La seua contribució a les obertures són la defensa Tarrasch del gambit de dama que comença per 1.d4-d5; 2.c4-e6; 3.Cc3-c5; aquesta defensa cedeix al primer jugador la possibilitat de lluitar contra un peó aïllat, el peó de dama, però, a canvi, el negre disposa d'un actiu joc de peces. Es va posar de moda l'any 1969 amb el matx Petrosian-Spasski, i ha estat jugada també amb èxit per Bobby Fischer.
I també la variant Tarrasch de la defensa francesa: 1.e4-e6; 2.d4-d5; 3.Cd2; aquesta variant que el jugador creia refutada és actualment la més emprada en aquesta defensa, dona un joc posicional en contra de la continuació 3.Cc3, que és més activa i oberta.

### Obres
El 1897 fou editor de la revista d'escacs alemanya Deutsche Schachzeitung.

Siegbert Tarrasch fou especialment conegut en la seva època pel llibre "El joc dels escacs" (The Game of Chess, en anglès), dividit en tres parts (final, mig joc, i obertura). Fou el seu darrer llibre, però el més reeixit. Es va publicar originalment el 1931, A la contraportada, Tarrasch hi escrigué una de les seves famoses cites: 
| « | Els escacs, com l'amor, com la música, tenen el poder de fer feliços els homes. | » |

.